# Поклонение на влъхвите (Джентиле да Фабриано)
„Поклонението на влъхвите“ е  картина рисувана с темпера и златно фолио върху дърво (173x228 см с рамка 303x282) от Джентиле да Фабриано, датирана от 1423 г. и днес съхранявата в галерия Уфици във Флоренция. Творбата е подписана над предела с „" OPVS GENTILIS DE FABRIANO "“. Разкошният олтар е предназначен за църквата Санта Тринита, за да бъде поставена върху олтара на параклиса Строци, който е проектиран от Лоренцо Гиберти .
Разказът се развива, започвайки от люнета горе вляво, в където тримата мъдреци виждат кометата, която ще ги отведе до мястото със Светото семейство, и след това продължават с оживеното си шествие, изобразено в различни фокуси на действие. Кулминационният момент от пътуването заема централната част на шествието, в която тримата пищно облечени царе, последвани от развълнувано и много изискано шествие, се покланят пред Девата, която държи малкия Исус. 
Двете групи (вляво светото семейство и вдясно шествието) са разделени от правата фигура на младия цар. Такова подреждане на картината позволява да се разчете произведението от множество гледни точки, при които зрителят е поканен да направи пауза и да анализира всеки един детайл в следващите моменти. Сложната изработка на злато при изобразяването на детайлите е почти ослепителна и фигурите, макар и подредени в дълбочина, не следват никаква перспектива, а просто са съпоставени, създавайки нереален и приказен ефект.
Зад тях, в централна позиция, има два персонажа, два много разпознаваеми портрета: мъжът със сокола в ръка, с най-богатата дреха след тази на влъхвите (дамаска с рисунки, но без позлата) е клиентът Пала Строци, докато този до него, гледащ към зрителя, вероятно е най-големият му син Лоренцо, дори Джорджо Вазари да посочва, че това е автопортрет на Джентиле. Това е малко вероятно, тъй като заема толкова видно място. Освен това художниците, за да подчертаят собствените си портрети, рисуват себе си с поглед, обърнат към зрителя, но това е малко по-късно.
Многобройни са животните, които оживяват сцената, като се започне от групата коне, които, уплашени от леопард, създават движение на центробежни линии. По-долу е изобразена с натуралистична прецизност хрътка, изпъната между краката на кон, с великолепна златна яка. По-назад са друг леопард, две маймуни, летящ сокол и други птици, които създават оживена екзотична колекция.
Сред героите на шествието се открояват многобройни слуги, сред които един на преден план държи меча на един от царете и има лента за рамо, която напомня куфическите знаци със златни букви.

## Предели
Пределът се състои от три правоъгълни отделения, които показват (отляво)  „Рождество Христово“ , на полет в Египет и копие на презентацията на Исус в храма, който е изписана от Гаспаре Диомидови дела Бруна през 1903 г. (оригиналът е собственост на Лувъра)  .
Рождеството е показано през нощта, в същата обстановка като централния олтар: отляво се вижда същата розова сграда, където двете слугини на Мария почиват под арка: едната спи изобразена в гръб, другата е будна и надниква към централната сцена, в която новороденото дете излъчва блясък на святост, който осветява всичко: Мария, коленичила в обожание, волът и магарето са поставени в полукръг, а Свети Йосиф, който според традиционната схема спи е на малко разстояние, за да се подчертае ролята му на защитник на Мария и Исус, без активна роля в раждането.
С голяма луминистична чувствителност е осветяването отдолу на покрива пред вратата на сградата и на пещерата или на сенките, които покриват само половината от покрива, под който са приютени камериерките. Осветяват се само някои от клонките на фиданката, на която се е подпрял Йосиф. На заден план вдясно друго светещо явление, в случая ангелско, доминира в епизода на известието на пастирите; останалата част от безплодния планински пейзаж е в сянка, под звездно небе, показващо ранна атмосферна чувствителност, в сиянието, което започва да се появява близо до хоризонта. Горе вляво може да се види и парче от луната в сиянието, което започва да се появява близо до хоризонта.